# Shorttrack op de Olympische Winterspelen 2014 - Relay vrouwen
De 3000 meter relay voor vrouwen tijdens de Olympische Winterspelen 2014 vond plaats op 10 en 18 februari 2014 in het IJsberg Schaatspaleis in Sotsji. Regerend olympisch kampioen was China, ze werden opgevolgd door het team van Zuid-Korea.

## Tijdschema
| Datum       | Lokale tijd | MET   | Ronde         |
| ----------- | ----------- | ----- | ------------- |
| 10 februari | 15:35       | 12:35 | Halve finales |
| 18 februari | 14:54       | 11:54 | Finale        |

## Uitslag

### Halve finales
Heat 1
| # | Naam                                                                     | Land | Tijd     | Opm. |
| - | ------------------------------------------------------------------------ | ---- | -------- | ---- |
| 1 | Cho Ha-ri Kong Sang-jeong Park Seung-hi Shim Suk-hee                     | KOR  | 4.08.052 | QA   |
| 2 | Marie-Eve Drolet Jessica Hewitt Valérie Maltais Marianne St-Gelais       | CAN  | 4.08,871 | QA   |
| 3 | Olga Beljakova Tatjana Borodoelina Sofia Prosvirnova Valerija Potjomkina | RUS  | 4.13,938 | QB   |
| 4 | Rozsa Darazs Bernadett Heidum Andrea Keszler Szandra Lajtos              | HUN  | 4.15,473 |      |

Heat 2
| # | Naam                                                                | Land | Tijd     | Opm. |
| - | ------------------------------------------------------------------- | ---- | -------- | ---- |
| 1 | Fan Kexin Li Jianrou Liu Qiuhong Zhou Yang                          | CHN  | 4.09,555 | QA   |
| 2 | Arianna Fontana Lucia Peretti Martina Valcepina Elena Viviani       | ITA  | 4.11,282 | QA   |
| 3 | Ayuko Ito Yui Sakai Biba Sakurai Sayuri Shimizu                     | JPN  | 4.11,913 | QB   |
| - | Jorien ter Mors Sanne van Kerkhof Yara van Kerkhof Lara van Ruijven | NED  |          | PEN  |

### Finales
A-Finale
| #      | Naam                                                               | Land | Tijd     | Bijz. |
| ------ | ------------------------------------------------------------------ | ---- | -------- | ----- |
| Goud   | Cho Ha-ri Kim A-lang Park Seung-hi Shim Suk-hee                    | KOR  | 4.09,498 |       |
| Zilver | Marie-Eve Drolet Jessica Hewitt Valérie Maltais Marianne St-Gelais | CAN  | 4.10,641 |       |
| Brons  | Arianna Fontana Lucia Peretti Martina Valcepina Elena Viviani      | ITA  | 4.14,014 |       |
| -      | Fan Kexin Li Jianrou Liu Qiuhong Zhou Yang                         | CHN  |          | PEN   |

B-Finale
| # | Naam                                                                     | Land | Tijd     | Bijz. |
| - | ------------------------------------------------------------------------ | ---- | -------- | ----- |
| 5 | Olga Beljakova Tatjana Borodoelina Sofia Prosvirnova Valerija Potjomkina | RUS  | 4.14,862 |       |
| 6 | Ayuko Ito Yui Sakai Biba Sakurai Sayuri Shimizu                          | JPN  | 4.15,253 |       |
| 7 | Rozsa Darazs Bernadett Heidum Andrea Keszler Szandra Lajtos              | HUN  | 4.24,496 |       |